# Île de Bagaud
Île de Bagaud – najmniejsza (45 ha) wyspa archipelagu Îles d'Hyères w południowej Francji, na Morzu Śródziemnym (departament Var). Wchodzi w skład Parku Narodowego Port-Cros.
Pod względem geologicznym wyspa, podobnie jak cały archipelag stanowi przedłużenie pasma Massif des Maures. Jest położona w bezpośrednim sąsiedztwie znacznie większej Île de Port-Cros (znajduje się na zachód od tej wyspy). Najwyższy punkt liczy 63 m n.p.m. Administracyjnie podlega gminie Hyères. Na sąsiedniej wyspie w miejscowości Port-Cros znajduje się kapitanat portu, kilka pensjonatów, restauracji i barów, otwartych w sezonie, sklep oraz firmy zajmujące się obsługą ruchu turystycznego.
Dostęp na wyspę jest regulowany przez przepisy parku narodowego. Wstęp w tym przypadku jest wzbroniony – obowiązuje formalny zakaz przybijania i zarzucania kotwicy. Na wyspie w sposób niekontrolowany rozpowszechnił się inwazyjny Carpobrotus edulis oraz szczury. Twierdzi się nawet, że zejście na ląd byłoby niebezpieczne. Opowieść ta powstrzymała ciekawskich turystów od zapuszczania się w to miejsce oraz doprowadziła do wprowadzenia formalnego zakazu przybijania do brzegów wyspy, zachowując dzikość tutejszej przyrody.
Na wyspie znajdują się pozostałości czterech stanowisk artyleryjskich (Ancienne Batterie du Nord, Batterie du Centre, Batterie du Sud i Batterie de l’Est).